# (7740) Petit
(7740) Petit (1983 RR2) – planetoida z pasa głównego asteroid okrążająca Słońce w ciągu 3,65 lat w średniej odległości 2,37 j.a. Odkryta 6 września 1983 roku.